# Jaka Lakovič
Jaka Lakovič (Ljubljana, 9. srpnja 1978.) je bivši slovenski profesionalni košarkaš. Igrao je na poziciji razigravača. 

## Karijera
Karijeru je započeo 1996. u ljubljanskom KD Slovanu. 2001. odlazi u Krku Novo Mesto, s kojom je te sezone igrao Euroligu, ali momčad nije prošla dalje od regularnog dijela prvenstva. Lakovič je predvodio svoju momčad s 20.9 poena i 3.8 asista. Dobrim igrama privukao je pozornost mnogih europskih klubova i već 2002. potpisuje za grčkog diva Panathinaikosa i Atene. U Panathinaikosu je proveo četiri sezone i osvojio četiri domaća prvenstva i tri kupa. Najbolja sezona bila mu je 2004./05., kada je osvojio nagradu MVP u kupu i doigravanju. Od 2006. član je španjolske FC Barcelone. 

## Vanjske poveznice
- Profil na Euroleague.net